# Mirrormask
 (février 2012).
Si vous disposez d'ouvrages ou d'articles de référence ou si vous connaissez des sites web de qualité traitant du thème abordé ici, merci de compléter l'article en donnant les références utiles à sa vérifiabilité et en les liant à la section « Notes et références ».
Pour plus de détails, voir Fiche technique et Distribution.
Mirrormask est un film fantastique américano-britannique de Dave McKean sorti en 2005.

## Synopsis
Helena, quatorze ans, travaille dans un cirque avec ses parents. Entourée de clowns jongleurs, de danseuses contorsionnistes et de musiciens masqués, elle rêve simplement de faire sa vie loin des lumières du cirque. Elle participe aux spectacles à contre-cœur et reste enfermée dans sa caravane, s'inventant des histoires et tout un univers, qu'elle dessine à coup de crayon vengeur.
Un soir, devant l'insistance de sa mère, Helena fait de la résistance et la discussion se transforme en dispute. « tu finiras par me tuer » lui dit sa mère. « Si seulement c'était vrai » réplique Helena entre ses dents. Quelques instants avant d'apparaître sur scène, sa mère fait un malaise et se retrouve à l’hôpital. Elle doit se faire opérer. Apprenant la gravité de son état, Helena se sent coupable. Malgré les visites quotidiennes qu'elle rend à sa mère sur son lit d'hôpital, elle ne parvient pas à lui exprimer son remords, et son inquiétude se renforce à chaque instant.
La veille du jour de l'opération, la jeune fille s'endort, l'esprit troublé. Elle est bientôt réveillée par une musique, qui résonne dans la nuit. Elle se lève et rencontre, en bas de son immeuble, trois artistes masqués qui répètent un spectacle de jonglage. Alors qu’ils répètent, deux des artistes se retrouvent engloutis par une « ombre » ; reste Valentin, qui aide Helena à se mettre en sécurité. Elle entre alors dans un monde qui ressemble à celui qu’elle dessine. Valentin lui apprend qu’elle se trouve dans la Cité de lumière. Cette ville est peu à peu engloutie par une ombre mystérieuse, ce qui cause la fuite de la plupart des habitants.
Très vite, des gardes confondent Helena avec la princesse disparue. Elle et Valentin sont alors conduits auprès du premier ministre. Celui-ci explique à Helena qu'il est à la recherche du talisman. La princesse disparue, appartenant à la terre des ombres, a volé le talisman de la Cité de lumière, laissant la reine blanche plongée dans un sommeil profond et la cité vulnérable aux ombres. Helena se propose alors de les aider.
Helena et Valentin partent à la recherche d'indices, sans se rendre compte qu’ils sont surveillés par la reine des ombres, qui pense par erreur qu’Helena est sa fille, la princesse des ombres disparue. La reine a placardé des affiches partout pour qu’on lui ramène sa fille en échange d’une récompense.
C’est en regardant à travers la fenêtre d’une maison qu’Helena réalise avec surprise qu’elle peut voir sa chambre. Elle se trouve bel et bien dans son monde imaginaire, sur les dessins qu'elle a accroché aux murs, et c'est à travers les fenêtres qu'elle peut voir le monde réel. Elle découvre alors qu’un double a pris sa place qui se montre odieux avec son entourage. Ce double, en plus d'être maléfique, est conscient de la présence d’Helena de l’autre côté des fenêtres.
Helena et Valentin rencontrent les géants en orbite qui leur expliquent, d'une voix lente, que le talisman est en fait un masque-miroir (mirrormask). Son absence, lié à la disparition de la princesse des ombres, a déséquilibré les deux mondes (la Terre des ombres et la Cité de lumière. Les géants leur donnent une mystérieuse clé et les deux amis se rendent à la frontière qui sépare les deux royaumes, en pensant y trouver le masque. Là-bas, ils tombent sur une petite construction pleine de tiroirs verrouillés, et utilisent la clé pour tenter de les ouvrir. Mais avant qu’ils aient pu trouver la bonne serrure, des soldats de la reine des ombres surgissent et emportent Helena.
Au royaume des ombres, la jeune fille apprend que Valentin l'a dénoncé, attiré par la récompense offerte par la reine à celui qui lui ramènera sa fille. Elle se sent horriblement trahie et Valentin se répand en excuses avant de disparaître. La reine des ombres hypnotise la jeune fille qui finit par croire qu’elle est bel et bien la princesse disparue. Valentin, rongé par le remords, retourne essayer les serrures et réussit à ouvrir l'un des tiroirs. À l'intérieur, il trouve une lettre de la princesse expliquant qu'elle a utilisé le masque-miroir pour quitter le Royaume des ombres. Réalisant qu'il s'est trompé, Valentin revient pour aider Helena et brise l’enchantement pour qu’elle retrouve la mémoire. Les deux amis fouillent alors la chambre de la princesse et Helena découvre que le masque-miroir est en caché dans le miroir suspendu au mur. Helena et Valentin s’enfuient alors du château avec le talisman, poursuivis par la reine des ombres.
Helena comprend alors que le double qui a pris sa place dans le monde réel est en réalité la princesse des ombres. Celle-ci a commencé à détruire les dessins accrochés aux murs pour l’empêcher d’utiliser le masque-miroir. En détruisant toutes les fenêtres, qui sont un passage entre les deux mondes, la princesse espère pouvoir rester à la place d’Helena.
Une fois tous les dessins déchirés, la princesse se rend sur le toit de l’immeuble pour brûler les papiers et les faire disparaître. Mais elle découvre – trop tard - qu’Helena avait dessiné une fenêtre sur la porte qui mène au toit. Helena utilise alors cette dernière fenêtre et invoque le pouvoir du masque-miroir pour reprendre sa place dans le vrai monde et renvoyer la princesse chez elle.
Helena, alongée dans la coursive de l'immeuble, est réveillée par son père dans le vrai monde. Un coup de téléphone les informent l’opération de sa mère s’est bien passé et qu’elle se rétablira : l'aventure d'Helena n'a duré qu'une nuit dans la réalité. Quelque temps après, alors qu’elle travaille à nouveau au cirque dans la bonne humeur, elle rencontre un jeune homme qui souhaite intégrer la troupe et qui est le double de Valentin.

## Personnages
Helena Campbell
Personnage principal de l’histoire. C'est une jeune artiste, rêveuse et solitaire, dont les parents sont propriétaires d'un cirque. L'hospitalisation de sa mère la trouble, et elle est entrainée dans un monde mystérieux plein de personnages masqués et de monstres étranges, qui sont le fruit de son imaginaire... et de ses dessins.
Valentin
Jongleur un peu vagabond, qui affirme être un « homme très important ». Lorsqu'Helena arrive dans son monde imaginaire, il devient très vite son compagnon de route, un peu vantard, farfelu et désinvolte. Il livre la jeune fille à la reine des ombres en échange d'une récompense, mais il regrette sa décision et revient la délivrer. À la fin, Helena le rencontre dans le monde réel, sous les traits d'un jeune garçon intimidé, qui souhaite rejoindre le cirque.
La reine blanche
Femme bienveillante qui règne sur la Cité de lumière. Victime d'un charme qui la plonge dans un sommeil profond, elle apparaît parfois comme une ombre au côté d'Helena, pour la guider et l'aider à trouver le masque-miroir. Cet objet lui permettra de se réveiller et de veiller à nouveau sur son royaume.
La reine des ombres
Adversaire principale d'Helena. C’est une mère possessive qui traite sa fille comme un jouet, ou un animal domestique, sans aucun égard pour sa liberté et ses choix, ne laissant aucune place à son indépendance. Elle confond Helena avec sa propre fille, la princesse des ombres. Helena lui explique qu’elle se trompe de personne, mais la reine s’en moque. Tout ce qui compte pour elle, c’est d’avoir une fille, et de pouvoir exercer son autorité sur elle. « Tu feras l'affaire. » lui répond-elle de sa voix cruelle.
Joanne Campbell
Mère d’Helena. Elle est acrobate et vendeuse de tickets au cirque. Mais elle est prise d'un malaise entre deux numéros et se retrouve à l’hôpital peu de temps après s'être disputé avec sa fille. Elle se montre aussi possessive que la reine des ombres, exigeant d'Helena qu'elle lui obéisse. Mais fragile comme la reine blanche, elle a aussi besoin du soutien de sa fille. Elle apparaît ainsi dans le rêve d'Helena sous une double-forme. Après l’opération qui est une réussite, Joanne retourne au cirque. Sa relation avec sa fille s'améliore.
Morris Campbell
Père d’Helena. Il est jongleur et le monsieur Loyal du cirque. C’est un homme au caractère conciliant. Il est terrifié et complètement dépassé lorsque sa femme tombe malade. Il apparaît dans le rêve d'Helena en tant que Premier ministre de la reine blanche, cherchant en vain le « charme » qui pourra la sauver.
La princesse
Fille de la reine des ombres. Elle utilise le masque-miroir pour échanger sa place avec celle d’Helena, et pouvoir ainsi échapper à sa mère trop possessive. Dès son entrée dans le monde réel, elle se comporte comme une adolescente rebelle, colérique, bravant tous les interdits. Elle fume, se dispute avec son père, s'habille en punk et embrasse les mauvais garçons.

## Fiche technique
- Titre original : Mirrormask
- Titre français : Mirrormask
- Réalisation : Dave McKean
- Scénario : Neil Gaiman et Dave McKean
- Direction artistique : Zöe Trodden
- Costumes : Robert Lever
- Photographie : Tony Shearn
- Montage : Nicolas Gaster
- Musique : Iain Ballamy
- Production : Martin G. Baker, Lisa Henson, Simon Moorhead et Michael Polis
- Sociétés de production : Jim Henson Productions, Destination Films, Samuel Goldwyn Films (en)
- Sociétés de distribution : Samuel Goldwyn Films (en) (cinéma), Sony Pictures Home Entertainment (DVD, États-Unis) ; Columbia Tristar (Europe)
- Distribution : Destination Films (États-Unis), Tartan Films (Royaume-Uni)
- Budget : 4 000 000 $
- Pays d'origine : Royaume-Uni-États-Unis
- Langue : anglais
- Format : couleurs - 35 mm - 1,85:1 - Dolby Digital
- Genre : fantasy
- Durée : 101 minutes
- Dates de sortie :
  - États-Unis : 30 septembre 2005 (cinéma)
  - États-Unis : 7 février 2006 (DVD)
  - Royaume-Uni : 3 mars 2006
  - France : 3 octobre 2006

## Distribution
- Stephanie Leonidas : Helena / la princesse
- Jason Barry (VF : Christophe Hespel) : Valentine
- Rob Brydon : Morris Campbell / le premier ministre
- Gina McKee : Joanne Campbell / la reine blanche / la reine des ombres
- Dora Bryan : Nan, la tante d'Helena
- Stephen Fry : le bibliothécaire
- Andy Hamilton : le petit type velu
- Simon Harvey : le sphinx
- Lenny Henry : les policiers
- Robert Llewellyn : le gryphon
- Eryl Maynard : madame Bagwell
- Eve Pearce : la marchande de fruits
- Nik Robson : Pingo / Bing
- Victoria Williams : l'infirmière
- Rick Allen : l'homme dans la boîte
- Gina D'Angelo : l'héritière de la folle
- Simon Schofield : l'héritier du fou
- Silvia Fratelli : un mime
- Lina Johansson : un mime
- Emma Noris : un mime
- Peachi Pangea : l'artiste pyrotechnicien
- Mark Tate : l'échassier
- Richard Thompson : Tat, l'hercule / le gorille
- Robin Thompson : le magicien
- Peter Borroughs : le troll rouge
- Rusty Goffe : le gnome jaune
- Kerry Jay : le danseur
- Fiona Reynard : la réceptionniste
- Nick Dainton : un homme politique / un oiseau-singe
- Nick Jackson : le géant / monsieur Shoe-Thing / un oiseau-singe
- Mark Perry : un homme politique / un oiseau-singe
- Kate Robbins : la géante / madame Shoe-Thing / le poulet
- Stuart St. Paul : l'acheteur de billet (non crédité)

## Production

### Scénario
« L'idée de créer Mirrormask est apparue lorsque la Jim Henson Company a voulu sortir un film en vidéo et DVD qui se vendrait aussi bien que Labyrinth et Dark Crystal » explique le producteur exécutif Michael Polis. « Elle a d’abord voulu faire un film qui serait une sorte d’épisode précédant Dark Crystal et une suite de Labyrinth, mais elle a finalement décidé de faire quelque chose de nouveau, tout en gardant le même esprit que ces deux films. »
Après avoir visionné un court métrage de Dave McKean en 2001, Lisa Henson lui demanda s’il était intéressé par une collaboration avec le scénariste Neil Gaiman. Les deux hommes acceptèrent la collaboration. Un budget de 4 millions de dollars leur fut alloué.
Dave McKean et Neil Gaiman ont travaillé ensemble sur l’histoire pendant environ deux semaines en février 2002 à la Henson’s Family Home. Gaiman a expliqué qu’à la base, il voulait écrire une histoire dans l'esprit du conte de Mark Twain, Le Prince et le Pauvre. Il a l’idée d’une jeune fille – Helena - qui voyagerait avec une troupe de théâtre et dont la mère tomberait malade, ce qui les obligerait à interrompre leur tournée. Mais McKean pencha plutôt vers l’univers du cirque, visuellement plus intéressant que celui du théâtre. L’intrigue qui devait initialement avoir lieu à Londres fut déplacée à Brighton, le cadre correspondant mieux à l'univers du cirque. McKean appréciait également l’aspect et la structure des grands immeubles de la ville, imposants, labyrinthiques et délabrés, avec leur forme en spirale et leur couleur blanche, symbolisant un peu l'état émotionnel de l'héroïne.
Dave McKean a également voulu mettre en avant la dualité de la personne, surtout à travers le personnage de la mère, qui devient dans le monde imaginaire d'Helena, à la fois la reine blanche, bienveillante et fragile, et la reine des ombres, possessive et autoritaire. Pour ce projet, il s'est inspiré de Labyrinth de Jim Henson : on y retrouve le même personnage un peu décalé, mal intégré, qui fuit dans un monde imaginaire. Cette histoire, en plus de raconter une quête fantastique, représente aussi, de manière moins explicite, la relation conflictuelle entre une fille et sa mère.
Au départ, Michael Polis avait sollicité l'aide de Brian Froud, l'artiste responsable de la conception de Labyrinth et Dark Crystal, pour s'occuper du design, avant d'admettre qu'il était plus logique que ce soit McKean lui-même qui s'en occupe. Celui-ci se mit donc au travail, en tenant compte du budget restreint accordé au film. Il inventa donc des créatures plutôt simples mais qui restaient originales, avec un assemblage d'objets et d'images de toutes sortes. Il confie à des jeunes professionnels des séquences entières du film, leur donnant ainsi l'occasion de mettre en œuvre leur créativité. « Ils sortaient tous directement d'une école d'art et presque tous venaient de Bournemouth, explique-t-il. On a pris la moitié de la classe, ils se connaissaient tous. » Le tournage dura dix-sept mois.
Stephanie Leonidas, qui interprète le rôle d'Helena, s'attendait à ce que le tournage soit difficile, car la grande majorité des scènes ont été tournées avec la technique du « blue screen » : les acteurs, seuls devant un écran bleu (ou vert), devaient jouer en imaginant un décor et des personnages inexistants, qui seraient ajoutés au montage.

### Musique
La musique du film a été composée par Iain Ballamy, un ami de Dave McKean que celui-ci décrit comme « l'un des meilleurs saxophonistes d’Europe et un compositeur incroyable ». McKean voulait une musique intemporelle, qu'on ne puisse situer ni dans le temps, ni dans l'espace. Il a aussi découvert que Ballamy avait déjà composé de la musique de cirque. Malheureusement, il n’était pas possible d’avoir un orchestre complet pour l’enregistrement à cause des restrictions budgétaires. McKean a eu recours à l'enregistrement digital, avec l'aide d'Ashley Slater, mais la plupart des instruments étaient vrais, Ballamy ayant contacté quelques-uns de ses amis pour participer à l'enregistrement.
La chanteuse norvégienne Josephine Cronholm a prêté sa voix aux chansons de la bande originale. Celle-ci comprend trente morceaux de musique d’ambiance et de chants, et a été diffusée par Land Records en 2005. L'orchestre du cirque, au début du film, est interprété par les musiciens du Farmers Market.

## Accueil

### Réception critique et publique
Mirrormask a reçu de bonnes critiques lorsqu’il a été projeté en avant-première au Sundance Film Festival. Alors qu'il ne devait être diffusé qu'en DVD, il fut donc finalement projeté en salles aux États-Unis à partir du 30 septembre 2005 pour une durée limitée.
Le film a rapporté un total de 866 999 de dollars dont 126 449 la semaine de sa sortie. Le film rassemble des critiques mitigées : 52 % de critique sur Rotten Tomatoes et atteint le score de 55/100 au classement de Metacritic.
Lisa Schwarzbaum du magazine Entertainment Weekly a donné un A au film en disant qu'« il était un rêve éblouissant pour les grands et les petits. C’est une incroyable collaboration entre un artiste du multimédia Dave McKean et le roi des comics Neil Gaiman qui ne peut que surprendre tout le monde ».
Le critique Roger Ebert donna deux étoiles sur quatre au film en disant que le film était visuellement très artistique mais que la narration, l’histoire en elle-même, ne nous permettait pas de dépasser cet aspect visuel. Selon lui, le réalisateur aurait commencé avec beaucoup d’idée sur l’aspect esthétique du film mais avec un rythme, une intrigue et un but qui auraient pu être plus développés.
Stephen Hodens du New York Times, est d'un tout autre avis concernant l'aspect visuel du film, qui est – selon lui – « brumeux, indistinct, teinté de sépia, surchargé et plat. Ses panoramas monochromatiques sont trop chargés et plats pour rapporter une illusion de profondeur ou transmettre un sentiment aux personnages se déplaçant dans l'espace. » Desson Thomson du Washington Post commente le film en soulignant qu’il est « si résolu dans sa portée pour la fantaisie, qu'il devient le mal du genre : la banalité. »
Ces critiques négatives n'empêchèrent pas le film d'être nommé aux William Shatner Golden Groundhog Awards dans la catégorie meilleur film underground. Il a reçu le prix du public au Festival du film de Sarasota et le prix cinéma du public au Festival International de science-fiction à Nantes Utopiales.
Le DVD américain est sorti le 14 février 2006. Il contient des bonus tels que des commentaires audio, des interviews, des clips « making of » et une galerie d’images du film. Le DVD est arrivé en position 31 dans le top des ventes DVD du magazine Billboard le 11 mars 2006.

## Adaptations
En 2005, Tokyopop, en partenariat avec la société Jim Henson, avait annoncé l’intention de publier un prologue au film de style manga qui se concentrerait autour de l'évasion de la princesse du Château des ombres et son acquisition du Mirrormask. Mais ce projet de manga a été annulé en 2007.
Un livre d'enfant basé sur le film, créé par Gaiman et illustré par McKean, a été publié par HarperCollins en septembre 2005, accompagné d'un livre audio basé sur le livre d'enfant en décembre 2005.
Un livre contenant le storyboard complet du film, le scénario aussi bien que quelques photographies et le texte archivistique de Gaiman et McKean, intitulé L'Alchimie de Mirrormask, a été aussi publié par HarperCollins en novembre 2005.
Dark Horse a créé un certain nombre de produits dérivés en 2005. Trois jeux de figurines en PVC, qui incluent trois figurines chacun, ont été mis en vente de mai à juin 2005. Ces jeux contiennent les figurines de personnages comme Helena, Valentin, la reine des ombres, aussi bien que les figurines de personnages secondaires comme le bibliothécaire et le Petit Type velu. Un journal réalisé sur le modèle du « Livre vraiment utile », présent dans le film, est sorti en juillet 2005, ainsi qu'un grand buste de la reine des ombres en août de la même année.